# Maureen Stapleton
Lois Maureen Stapleton (født 21. juni 1925, død 13. marts 2006) var en amerikansk teater,- tv- og filmskuespillerinde.

## Biografi
Umiddelbart efter gymnasiet vendte Maureen Stapleton til New York, hvor hun arbejde som tjener og fotomodel, mens hun om aftenen deltog i teaterundervisning på Herbert Berghof Acting School. Broadway-debut i 1946. Hun fik sin første store succes i 1951 i Tennessee Williams' Den tatoverede rose. Rollen var oprindeligt skrevet specielt til den italienske skuespiller Anna Magnani, men hun ønskede ikke at optræde på Broadway for frygt for at sit engelsk var for dårligt, og rollen gik i stedet til Stapleton, som blev tildelt en Tony Award for sin præstation i stykket. Stapleton blev også kaldt USAs Anna Magnani.
Hun havde evnen til at vise vitalitet og træthed, svaghed og styrke på samme tid. Hun havde en række roller i film, tv og teater i årenes løb, drama og komedie.
I 1982 modtog hun en Oscar for bedste kvindelige birolle for rollen som den fortolkning af den anarkistiske forfatter Emma Goldman i filmen Reds (1981). I løbet af sin karriere blev hun også tildelt en Emmy Award og to Tony Awards.

## Filmografi (udvalg)
- 1958 – Miss 'Lonelyheart', Billet mrk.
- 1961 – Udsigt fra broen
- 1963 – Bye Bye Birdie
- 1970 – Airport - vinger af ild
- 1971 – Sommeren 42 - jeg glemmer dig aldrig (stemme)
- 1978 – Rene linier
- 1981 – Reds
- 1985 – Cocoon
- 1987 – Nuts
- 1988 – Cocoon: The Return
- 1994 – Trading Mom
- 1997 – Vild med kærlighed
- 2003 – Living and Dining